# 清厦客家围
清厦客家围，位于中国广东省东莞市东莞市清溪镇清厦村，为东莞市的一个市、县级文物保护单位，类型为古建筑，公布时间为2004年1月8日。
清厦客家围的历史年代为清代。